# Barbara Zmysłowska
Barbara Zmysłowska ps. „Beata” (ur. 14 września 1925 w Lublinie, zm. 14 sierpnia 1944 w Warszawie) – sanitariuszka, uczestniczka powstania warszawskiego w IV plutonie 1. kompanii „Maciek” batalionu „Zośka”. Córka Adama i Janiny.

## Życiorys
Walczyła Woli i na Starym Mieście
Poległa 14. dnia powstania warszawskiego w walkach na Starym Mieście. Miała 18 lat. Pochowana wraz z Romanem Krzemińskim (ps. „Krępy”) w kwaterach żołnierzy i sanitariuszek batalionu „Zośka” na Wojskowych Powązkach w Warszawie (kwatera B20-2-18).
Została odznaczona Krzyżem Walecznych.